# Proteína do choque térmico
Proteínas de choque térmico (PCT; também conhecido por seu acrônimo HSP, do inglês heat shock protein) são um grupo de proteínas induzidas por choque térmico. Os membros mais proeminentes deste grupo são uma classe de proteínas funcionalmente relacionadas envolvidas no dobramento e desdobramento de outras proteínas. Sua expressão é aumentada quando as células são expostas a temperaturas elevadas ou a outras formas de estresse. Este aumento de expressão é regulado transcricionalmente. A regulação positiva acentuada das proteínas de choque térmico é uma parte fundamental da resposta ao choque térmico e é induzida principalmente pelo fator de choque térmico (HSF). Proteínas de choque térmico são encontradas em praticamente todos os organismos vivos, de bactérias a humanos.
Proteínas de choque térmico são nomeadas de acordo com o seu peso molecular. Por exemplo, Hsp60, Hsp70 e Hsp80 (as HSPs mais amplamente estudadas) referem-se às famílias de proteínas de choque térmico na ordem de 60, 70 e 80 quilodaltons em tamanho, respectivamente. A pequena proteína ubiquitina 8 quilodaltons, que marca proteínas para degradação, também tem características de uma proteína de choque térmico.

## Descoberta
Sabe-se que o rápido endurecimento de calor pode ser provocada por uma breve exposição das células à alta temperatura de sub-letais, que por sua vez proporciona uma proteção de temperatura subsequente e mais grave. Em 1962, o geneticista italiano Ferruccio Ritossa relatou que o calor e a desacoplador metabólico 2,4-Dinitrofenol induziu um padrão característico de soprar nos cromossomos de Drosophila. Esta descoberta levou à identificação das proteínas de choque térmico (PCT) ou proteínas de estresse cuja expressão destes representa protuberância. O aumento da síntese de proteínas selecionadas em células de Drosophila seguindo tensões tais como choque térmico foi relatada pela primeira vez em 1974.
A partir de meados da década de 1960, investigadores reconheceram que muitos PCTs funcionam como chaperonas moleculares e, assim, desempenham um papel crítico no dobramento de proteínas, o tráfico intracelular de proteínas, e lidam com proteínas desnaturadas pelo calor e outros fatores de estresse. Portanto, o estudo de proteínas de estresse passou por um crescimento explosivo.

### Aumento da expressão em situações de stress
A produção de níveis elevados de proteínas de choque térmico pode também ser desencadeada pela exposição a diferentes tipos de condições ambientais stressantes, tais como infeção, inflamação, exercício, exposição das células a toxinas (etanol, arsénio, traços de metais e luz ultravioleta, entre muitas outras), inanição, hipoxia (privação de oxigénio), deficiência de azoto (nas plantas) ou falta de água. Como resultado, as proteínas de choque térmico são também designadas por proteínas de stress e a sua regulação positiva é, por vezes, descrita de forma mais geral como parte da resposta ao stress. 
O mecanismo pelo qual o choque térmico (ou outros stresses ambientais) ativa o fator de choque térmico foi determinado em bactérias. Durante o stress térmico, as proteínas da membrana externa (MPEs) não se dobram e não conseguem inserir-se adequadamente na membrana externa. Acumulam-se no espaço periplasmático. Estas proteínas são detetadas pela protease DegS da membrana, que passa o sinal através da membrana para o fator de transcrição sigmaE.  No entanto, alguns estudos sugerem que um aumento de proteínas danificadas ou anormais é o que faz com que as proteínas de choque térmico entrem em ação.
Algumas proteínas de choque térmico bacterianas são reguladas positivamente por um mecanismo que envolve a ação dos chamados  termómetros de RNA, como o termómetro FourU, o elemento ROSE (Repressão da Expressão do Gene de Choque Térmico) e o elemento cis-regulador Hsp90.